# 岩切
- 日本 > 宮城県 > 仙台市 > 宮城野区 > 岩切
- 日本 > 宮城県 > 多賀城市 > 岩切
- 日本 > 宮城県 > 宮城郡 > 利府町 > 岩切

岩切（いわきり）は、宮城県仙台市宮城野区、多賀城市、宮城郡利府町に所在する町丁・大字。郵便番号は仙台市宮城野区岩切が983-0821、多賀城市岩切が985-0000、宮城郡利府町岩切が981-0125。仙台市宮城野区岩切の住民基本台帳に基づく人口は15,915人、世帯数は7,310世帯（2025年4月1日現在）。多賀城市岩切の住民基本台帳に基づく人口は0人、世帯数は0世帯（2025年5月31日現在）。現行行政地名は岩切一丁目、岩切二丁目、岩切三丁目および大字の岩切であり多数の小字を擁する。住居表示は岩切一丁目、岩切二丁目、岩切三丁目にて実施している。旧宮城郡岩切村の一部、宮城郡岩切村岩切の一部、仙台市岩切の一部に相当する。
ここでは合わせて、仙台市宮城野区における地区名称である岩切地区についても解説する。

## 地理
仙台市宮城野区岩切は仙台市の北東部、宮城野区の北部に位置し、東は多賀城市新田および宮城郡利府町神谷沢などと、西は仙台市泉区松森および富谷市明石などと、南は田子および小鶴と、北は富谷市石積および宮城郡利府町菅谷と接する。域内を東流する七北田川南側の低平地は市内有数の米作地域で農業振興地域に指定されているほか、都市近郊型農業を目指して、水路改修や圃場整備などが推進されている。七北田川北側の大半は七北田丘陵上の森林地帯でその南縁を宮城県道35号泉塩釜線が走る。

### 河川
- 七北田川：当域を南北に分断するように東流する。古くは冠川とも呼ばれた

### 山々
- 七北田丘陵：「県民の森」と呼ばれ、親しまれている。
  - 高森山

### 小字

#### 仙台市
2025年（令和7年）5月末時点での「仙台市宮城野区（仙台法務局）登記所備付地図データ」、デジタル庁公表の「アドレス・ベース・レジストリ」の「宮城県 町字マスター（フルセット） データセット」、仙台市の公表する「町名別年齢（各歳）別住民基本台帳人口」によると仙台市宮城野区岩切の小字は以下の通りである。
| 町字ID  | 小字       | 出典 | 出典         | 出典     |
| 町字ID  | 小字       | 登記 | 町字マスター | 人口一覧 |
| ------- | ---------- | ---- | ------------ | -------- |
| 0026101 | 字青麻沢   | ○    | ○            | ○        |
| 0026102 | 字一本杉中 | ○    | ○            | ○        |
| 0026103 | 字一本杉南 | ○    | ○            | ×        |
| 0026104 | 字一本杉北 | ○    | ○            | ×        |
| 0026105 | 字稲荷     | ○    | ○            | ○        |
| 0026106 | 字稲荷西   | ○    | ○            | ○        |
| 0026107 | 字稲荷東   | ○    | ○            | ○        |
| 0026108 | 字茨田     | ○    | ○            | ×        |
| 0026109 | 字引目     | ○    | ○            | ×        |
| 0026110 | 字羽黒前   | ○    | ○            | ○        |
| 0026111 | 字堰下     | ○    | ○            | ○        |
| 0026112 | 字堰堀     | ○    | ○            | ○        |
| 0026113 | 字屋敷前   | ○    | ○            | ×        |
| 0026114 | 字観音前   | ○    | ○            | ○        |
| 0026116 | 字江向北   | ○    | ○            | ×        |
| 0026117 | 字高原     | ○    | ○            | ○        |
| 0026118 | 字高江     | ○    | ○            | ×        |
| 0026119 | 字鴻巣     | ○    | ○            | ○        |
| 0026120 | 字鴻巣南   | ○    | ○            | ○        |
| 0026121 | 字鴻巣北   | ○    | ○            | ○        |
| 0026122 | 字今市     | ○    | ○            | ○        |
| 0026123 | 字今市東   | ○    | ○            | ○        |
| 0026124 | 字三所南   | ○    | ○            | ○        |
| 0026125 | 字三所北   | ○    | ○            | ○        |
| 0026126 | 字山崎     | ○    | ○            | ×        |
| 0026128 | 字山神南   | ○    | ○            | ×        |
| 0026129 | 字山神北   | ○    | ○            | ○        |
| 0026130 | 字若宮前   | ○    | ○            | ○        |
| 0026131 | 字初崎     | ○    | ○            | ×        |
| 0026132 | 字小児     | ○    | ○            | ○        |
| 0026134 | 字昭和西   | ○    | ○            | ○        |
| 0026135 | 字昭和東   | ○    | ○            | ○        |
| 0026136 | 字昭和南   | ○    | ○            | ○        |
| 0026137 | 字昭和北   | ○    | ○            | ○        |
| 0026139 | 字上河原   | ○    | ○            | ○        |
| 0026140 | 字新宿     | ○    | ○            | ×        |
| 0026141 | 字新宿前   | ○    | ○            | ○        |
| 0026142 | 字水分     | ○    | ○            | ○        |
| 0026143 | 字西茨田   | ○    | ○            | ×        |
| 0026144 | 字西河原   | ○    | ○            | ×        |
| 0026145 | 字西中土手 | ○    | ○            | ×        |
| 0026146 | 字青津目   | ○    | ○            | ○        |
| 0026147 | 字千刈田   | ○    | ○            | ○        |
| 0026148 | 字台屋敷   | ○    | ○            | ○        |
| 0026150 | 字大井     | ○    | ○            | ×        |
| 0026151 | 字大正     | ○    | ○            | ○        |
| 0026152 | 字大前     | ○    | ○            | ○        |
| 0026153 | 字谷地     | ○    | ○            | ○        |
| 0026154 | 字中江南   | ○    | ○            | ×        |
| 0026155 | 字中江北   | ○    | ○            | ○        |
| 0026156 | 字中土手   | ○    | ○            | ×        |
| 0026157 | 字土手外西 | ○    | ○            | ×        |
| 0026158 | 字土手外東 | ○    | ○            | ○        |
| 0026159 | 字東河原   | ○    | ○            | ○        |
| 0026160 | 字東中     | ○    | ○            | ○        |
| 0026161 | 字洞ケ沢   | ○    | ○            | ×        |
| 0026162 | 字洞ノ口   | ○    | ○            | ○        |
| 0026163 | 字洞ノ口東 | ○    | ○            | ○        |
| 0026164 | 字洞堀     | ○    | ○            | ×        |
| 0026165 | 字入山     | ○    | ○            | ○        |
| 0026166 | 字入生沢   | ○    | ○            | ○        |
| 0026167 | 字畑中     | ○    | ○            | ○        |
| 0026168 | 字百文南下 | ○    | ○            | ×        |
| 0026169 | 字分台     | ○    | ○            | ×        |
| 0026170 | 字堀合     | ○    | ○            | ×        |
| 0026171 | 字弥吾原   | ○    | ○            | ×        |
| 0026172 | 字余目     | ○    | ○            | ○        |
| 0026173 | 字余目西   | ○    | ○            | ○        |
| 0026174 | 字余目南   | ○    | ○            | ○        |
| 0026176 | 字膳田     | ×    | ○            | ×        |
| -       | 字御釜田   | ○    | ×            | ×        |

#### 多賀城市
2025年（令和7年）5月末時点での「多賀城市（仙台法務局塩竈支局）登記所備付地図データ」、デジタル庁公表の「アドレス・ベース・レジストリ」の「宮城県 町字マスター（フルセット） データセット」、多賀城市公表の「町名別人口集計表」および「多賀城市の地名一覧」によると多賀城市岩切の小字は以下の通りである。
| 町字ID  | 小字   | 出典 | 出典         | 出典     | 出典     |
| 町字ID  | 小字   | 登記 | 町字マスター | 人口一覧 | 地名一覧 |
| ------- | ------ | ---- | ------------ | -------- | -------- |
| 0002101 | 字昭和 | ○    | ○            | ×        | ×        |
| 0002104 | 字分台 | ○    | ○            | ×        | ×        |

#### 利府町
2025年（令和7年）5月末時点での「宮城郡利府町（仙台法務局塩竈支局）登記所備付地図データ」、デジタル庁公表の「アドレス・ベース・レジストリ」の「宮城県 町字マスター（フルセット） データセット」、利府町例規集の「行政区長設置規則」によると宮城郡利府町岩切の小字は以下の通りである。
| 町字ID | 小字     | 出典 | 出典         | 出典   |
| 町字ID | 小字     | 登記 | 町字マスター | 例規集 |
| ------ | -------- | ---- | ------------ | ------ |
| -      | 字羽黒前 | ○    | ×            | ○      |

### 今市
今市（いまいち）は岩切における小字および地域名で、近世には宮城郡岩切村の端郷であった。七北田川右岸にあり、曹洞宗東光寺に対してほぼ垂直に開けた足軽町で伝馬役も担っていた。
今市には、古代より人々の生活が営まれていたようで、域内の今市遺跡では、古墳時代・平安時代・中世・近世の遺構が発見された。古墳時代のものでは河川跡や土坑が検出され、中期の土器が出土している。鴻ノ巣遺跡でも同時期の集落が発見されており、密接な関係が考えられる。平安時代のものには竪穴建物跡や溝跡、土坑などがあり、この時期には既に集落が形成されていたことが明らかになった。中世には大小の溝跡と掘立柱建物跡、井戸跡、土坑など多数の遺構がある。大形の溝は幅が5 m以上、深さが1.4 mあり、濠の跡と考えられる。近世になると遺構数は減少するが、溝跡と掘立柱建物跡、井戸跡、土坑などの遺構が存在し、中世以降も集落が存続して現在に至ることがわかっている。中世の文献には，宮城郡に「冠屋市場」と「河原宿五日市場」という2つの市場が存在したと記されており、この市場の候補地のひとつとして今市遺跡から鴻ノ巣遺跡にかけての地域が考えられている。
その由来は、今市安政風土記によれば慶長年間、野原であった当地に兵藤大隈が新道を築き六斎市を立て、これを新町と称し、伊達政宗の命で今市と改称したことであるとされる。兵藤大隈は留守顕宗のもと、旗本を勤めたという兵藤久俊の5代目であり、留守分限帳には兵藤河内とある。また、鷹狩りに赴いた伊達政宗に新田開発と宿場取立てを願ったところ許され、むろ役・酒屋役・馬売買役・鍛冶役・染師役・犬之役・木綿きわた役・塩之役・かき役・紙之役が免許されたほか、竿答百姓以外の者を宮城郡中から移住させて町人とし、伝馬役を負わせた。新田開発の用水には、松森村（現在の仙台市泉区）の薄ヶ沢に新堰場を築いて利用した。同じく岩切村の端郷の余目の野谷地が今市に預け置かれ、1621年（元和7年）より、寛永年間までの新田開発高は120貫文余に及び、1貫文につき5切の素年貢を上納するようになった。寛永2年には弓組足軽を命じられ、102人足軽が取り立てられ、兵藤大隈はその組頭となると同時に今市の検断役に命じられ、子孫は代々組頭を勤めた。今市安永風土記によれば、同年の組頭の知行は800文、他足軽の知行は500文であったが、寛永13年にはそれぞれ100文加増された。
今市安永風土記によれば、今市は長さ8町20間で、村高は田111貫292文、畑8貫150文（うち茶畑66文）、うち足軽知行地は62貫100文、他は蔵入抱地である。また、人頭は102人で組頭3、床頭9、並組90の構成をとり、家数122戸、馬62頭であった。
1889年（明治22年）に岩切村が、小鶴村、燕沢村、鶴ケ谷村と合併し、町村制を施行して、岩切村が成立した際には、当域内に岩切村役場が設置された。

### 青薗目・新道
青薗目（あおそのめ）もしくは粟薗目、あふそのめは鎌倉時代後期から室町時代にわたってみえる岩切最北地、現在の宮城郡利府町および富谷市の境のあたりにあったとされる地名である。関東下知状および留守家政譲状もと留守氏の所領で、留守家政が粟薗目田一町地頭職を鹽竈神宮寺別当の良弁より、譲られ、1299年10月23日（正安元年9月28日）には、家政の所領のうち村岡山の「やす村、あをそ大くら」などが孫の家明に譲られた。1324年7月10日（元亨4年6月19日）には所領の大部分が家明から家任へと譲られているが、その譲状には青薗目と見える。1401年6月25日（応永8年5月14日）には家任の二代跡である家持から「いぬまつめ」に譲られ、1449年12月31日（応永25年12月15日）には家持の子である家継より、嫡女「ちよいぬ」に譲られている。
元亨4年の留守家明譲状には「青薗目田一町、辛宿号新道」とあり、宿が建てられたことがわかる。留守家明譲状にある新道（にいみち）という地名は南北朝期から見える地名で、留守家明譲状のとおり、青薗目の近く、岩切の北、青麻神社あたりとされるが未詳である。1353年1月28日（文和元年12月23日）の足利尊氏御判御教状には余目郷岩切や高崎、荒谷村などとともに名前があがっており、新道は相伝知行であり、忠孝のゆえに留守持家に安堵されていることがわかっている。
古伝によれば852年（仁寿2年）に穂積保昌が都からこの地を訪れ、麻草を栽培することを教え、尊信する三光神をここに祀った。封内風土記には、
とある。

### 地価
2025年（令和7年）の公示地価によれば、下記の岩切の宅地および宅地見込み地における地価は次の通りである。
国土交通省
- 岩切字東河原291番（仙台宮城野-9） : 77,000円/m2
- 岩切三丁目122番15（仙台宮城野-12） : 79,800円/m2
- 岩切字鴻巣33番27（仙台宮城野-13） : 60,700円/m2
- 岩切字若宮前62番3（仙台宮城野-14） :  62,000円/m2
- 岩切字三所北60番16（仙台宮城野-17） : 80,800円/m2
- 岩切字青津目134番11（仙台宮城野-24） : 102,000円/m2
- 岩切字洞ノ口東28番2（仙台宮城野-28） : 91,000円/m2
- 岩切字今市63番2（仙台宮城野-36） : 60,600円/m2

都道府県地価調査
- 岩切字洞ノ口東28番2（宮城野-7） : 87,700円/m2

## 歴史
岩切には遺跡が多く分布し、丘陵斜面には縄文時代の山崎囲遺跡と若宮前遺跡が、七北田川南側には弥生時代の畑中遺跡が、その他、古墳時代から平安時代にかけての千人塚遺跡や入生沢・台屋敷・東光寺の横穴古墳群が挙げられる。七北田川氾濫原の自然堤防上の鴻巣遺跡からは表杉ノ入式の土師器をはじめとして、多くの遺物や集落跡が発見された。その後、ヤマト王権による蝦夷征討が行われ、陸奥国の支配下に組み込まれた。なお、陸奥国の国府の所在地には諸説あり、多賀城が国衙としての機能を失った10世紀頃に、岩切へと国府が移されたという説もある。少なくとも、岩切は南の陸奥国分寺から東の多賀城に通じる道と多賀城から北の七北田・吉岡へと通じる道の接点であったため、東山道より多賀城に至る交通の要所であったことは確実で、延喜式内名神大社にあたる志波彦神社も当域の冠川（現在の七北田川）のあたりに鎮座していたとされる。
岩切の地名の現存する文献類における初出は、1234年12月21日（文暦元年11月29日）付の留守文書関東下知状にある
であり、これを受けて留守家元は岩切を安堵され、この文書にある留守乙姫は地頭を受け継いだ。なお、留守乙姫はのちに宮城尼と呼ばれ、余目系留守氏の祖である留守家政の養母となる。その縁もあってか、1276年4月26日（建治2年閏3月11日）付の将軍家政所下文および1283年12月2日（弘安6年11月12日）付の余目文書によると、岩切村は留守家政へと譲られ、家政はこれを妻真妙に与えた。1294年（永仁2年）に、真妙は高用名のうちとして家政の孫娘である大江氏に譲られる。しかし、留守文書および1300年6月9日（正安2年5月21日）付の留守家政譲状によると、この孫が芳志を欠いたため、留守家政はこの地を取り返し、改めて、孫の留守家明に譲った。以後、家任から松法師（持家）、松法師から家持、家持から犬鶴と余目系留守家に相伝された。
古代、岩切は交通の要所であったが、中世南北朝時代になり、留守氏の居城として岩切城が築城されたことで岩切の地は政治上・経済上の重要性を帯びることになる。南麓を東西に走る道筋は多賀城・塩竈方面へと通じ、城からは仙台平野が眺望でき、多賀国府をその眼下におさめることができた。その別称は、「多賀の森」から転じて、高森城、「国府の館」から転じて、鴻の館などが挙げられる。観応の擾乱が勃発した際には、直義派の奥州管領である吉良貞家と尊氏派の奥州管領畠山国氏が武力衝突をおこし、尊氏派についた留守一族は岩切城へと追い込まれ、「余目記録」によると、余目系留守氏を除きほとんどが壊滅したと考えられている。また、余目記録には留守氏11代留守家明は国分氏に本所を奪われたため、その奪回を期待して大崎直兼を頼んだとある。1352年（文和元年）には、家明の2代後である留守持家が相伝知行であり、かつ忠節であったことから、余目郷岩切が南宮庄（現在の多賀城市付近）とともに、安堵されている。しかし、文和元年から4年の間に、八幡庄を本拠地とする八幡介の横領があったらしく、1356年11月14日（延文元年10月22日）に奥州管領斯波直持から持家の本領を返すよう命じた施行状が出されて、1364年12月3日（貞治3年11月10日）には足利義詮から命を受けた斯波直持から安堵されている。
1567年5月10日（永禄10年4月2日）、伊達晴宗の三男であった留守政景の入嗣に反対していた村岡兵衛を、郷古和泉が排除し、その忠功を賞して、岩切のうち曲屋敷一宇が与えられる。留守氏への入嗣は大崎氏と伊達氏の争いでもあり、この一件以降、留守氏は伊達氏の支配下へ次第に組み込まれることになる。
仙台藩政時代になると余目、洞ノ口、若宮、十文字、入山台、原新宿、畑中横町など小部落の総称として岩切村と呼ばれるようになった。1601年（慶長6年）の伊達政宗年貢請取黒印状に「岩きり」とあり、宮城の南之山分として慶長5年の年貢400文と見える。正保郷帳によれば、田204貫654文、畑64貫84文、新田20貫771文とあり、大規模な開発が行われたことがうかがえる。安永風土記によると、田163貫344文、畑25貫691文（うち茶畑186文）、蔵入105貫396文、人頭47人、沽却禿（こきゃくぶれ）4人、家数47戸、男150人、女116人、馬40頭、往還渡舟1艘、物産に牛蒡が挙げられる。
当地は歌名所が多いことでも著名であり、代表的なものに「途絶橋（轟の橋）」「十府の池」「鏡池」「化粧坂」が歌枕などとして挙げされる。「途絶橋（轟の橋）」を詠んだものは道興の廻国雑記の、
や相模が後拾遺和歌集で詠んだ
や、藤原実家が夫木和歌集で詠んだ
が挙げられる。また、松尾芭蕉の著した紀行文おくのほそ道で有名な奥の細道も岩切内に所在したとされており、観蹟聞老志では東光寺前の道路のことを指すとしている。僧の宗久は観応年間、都のつとに
と記しており、そのさらに100余年後、道興の廻国雑記に
とあるほか、17世紀後半、大淀三千風の松島眺望集には、
とあり、昔から著名な場所であったことがうかがえる。
また、古くは岩切一帯（現在の宮城郡利府町あたりまでも含む）はスゲの名産地であったとあれ、丈が長く良質なスゲが採れたとされる。岩切辺りは、十符の里や十符の浦とよばれ、このあたりで作られ朝廷へと納められた菅の薦は、編み目が10筋あることから「十符の菅薦」と呼ばれており、松尾芭蕉はおくのほそ道で
と記述しており、江戸時代になっても、生産されていたことがうかがえる。古くから有名であっただけあり、十府の菅薦は様々な歌に名前が載っており、平安期には
や、
などと詠まれている。なお、十府の菅薦は隣接する宮城郡利府町の名前の由来となったという説もある。

### 沿革
- 852年（仁寿2年） - 都人穂積保昌が当地に来て、青麻岩戸三光宮を建てる[15]。
- 1189年（文治5年） - 伊沢家景（のち留守家景）が陸奥国留守職に命ぜられ、統治を支配する[22]。
- 1190年（建久元年） - 伊沢家景が羽黒権現社を勧請する。
- 1234年12月21日（文暦元年11月29日） - 岩切の地頭職が留守家元の娘、乙姫に譲渡される[20]。
- 1294年11月2日（永仁2年10月13日） - 留守家政が粟薗目田一町地頭職を鹽竈神宮寺別当の良弁より、譲り受け、岩切北部を支配する[20]。
- 1299年10月23日（正安元年9月28日） - 村岡山の「やす村、あをそ大くら」などが留守家明に譲られた[15]。
- 1351年（観応2年） - 奥州管領吉良貞家と奥州管領畠山国氏が岩切城を舞台に合戦を繰り広げる[28]。
- 1352年（文和元年） - 留守持家が、余目郷岩切および南宮庄を安堵される[20]。
- 1401年6月25日（応永8年5月14日） - 留守家持から、岩切北部が「いぬまつめ」に譲られる[15]。
- 1449年12月31日（応永25年12月15日） - 留守家継より、嫡女「ちよいぬ」に、岩切北部が譲られる[15]。
- 1532年（天文元年） - 東光寺が曹洞宗に改宗[15]。
- 1567年5月10日（永禄10年4月2日） - 郷古和泉に岩切のうち曲屋敷一宇が与えられる[20]。
- 元亀年間 - 留守政景が居城を利府城に移したことに伴い、岩切城が廃城になる[15]。
- 1590年（天正18年） - 奥州仕置のため、留守政景の在所没収。
- 1625年（寛永2年） - 岩切村の端郷今市に弓組足軽が命じられ、兵藤大隈がその組頭および検断役を勤める[13]。
- 1628年（寛永5年） - 兵藤大隈が春日社を再興[13]。
- 1642年（寛永19年） - 東光寺が火災に遭う[15]。
- 1644年（寛永21年） - 二代目仙台藩主伊達忠宗により、社領田代200文が羽黒権現社に与えられる[13]。
- 1698年（元禄11年）- 域内で火災が発生し、青麻神社が被害を被る[15]。
- 明治元年 - 新仙台藩に所属[22]。
- 明治5年 - 宮城県に所属[22]。
- 1873年（明治6年） - 東光寺を仮校舎として岩切小学校開校[22]。
- 1874年（明治7年） - 志波彦神社が鹽竈神社境内に遷宮[13]。
- 1887年（明治20年） - 日本鉄道奥州線が開通し、岩切駅が開業[29]。
- 1889年（明治22年） - 町村制を施行。岩切は岩切村大字岩切として存続[22]。
- 1890年（明治23年） - 奥州線が石越駅まで延伸し、岩切駅 - 塩釜駅間は塩釜線と呼ばれるようになる[22]。
- 1935年（昭和10年） - 郷土史研究者と東北帝国大学によって初めて、岩切城の発掘調査が行われ、多数の柱穴を発見[28]。
- 1941年（昭和16年） - 岩切村が仙台市に編入し、岩切村大字岩切は仙台市大字岩切となる[22]。
- 1990年（平成2年）7月2日 - 大字岩切のうち、江向北・菖蒲沢西・菖蒲沢東・菖蒲沢南・百文北・百文南上・山崎・山崎西・山崎東の一部が岩切一丁目・岩切二丁目・岩切三丁目・鶴ケ谷東一丁目・鶴ケ谷東二丁目・鶴ケ谷東三丁目となる[7]。
- 1998年（平成10年）12月1日 - 仙台市と多賀城市の境界変更により、宮城野区岩切の一部が多賀城市に編入され、多賀城市岩切が誕生する[30]。
- 2011年（平成23年） - 東北地方太平洋沖地震が発生したことに伴い東日本大震災で被災。
- 2024年（令和6年）1月31日 - 仙台市と宮城郡利府町の境界変更が行われ、宮城野区岩切字羽黒前の一部が編入された。これにより利府町岩切が誕生する[31]。

### 名称の由来
一説によると741年（天平13年）聖武天皇の命令で陸奥国分寺が建立された際、土台の石を当地から運んできたことを由来とする。

### 町名の変遷
町名の変遷は以下の通りである。
| 変更後（特記なければ各町・字とも各全部） | 変更後（特記なければ各町・字とも各全部） | 変更前（特記なければ各字とも各一部） | 変更前（特記なければ各字とも各一部） | 変更日                     |
| 町・字                                   | 町・字                                   | 大字                                 | 小字                                 | 変更日                     |
| 大字                                     | 小字                                     | 大字                                 | 小字                                 | 変更日                     |
| ---------------------------------------- | ---------------------------------------- | ------------------------------------ | ------------------------------------ | -------------------------- |
| 岩切一丁目（新設）                       | 岩切一丁目（新設）                       | 燕沢                                 | 字北畑（全部）                       | 1990年（平成2年）7月2日    |
| 岩切一丁目（新設）                       | 岩切一丁目（新設）                       | 燕沢                                 | 字北田                               | 1990年（平成2年）7月2日    |
| 岩切一丁目（新設）                       | 岩切一丁目（新設）                       | 岩切                                 | 字百文北（全部）                     | 1990年（平成2年）7月2日    |
| 岩切一丁目（新設）                       | 岩切一丁目（新設）                       | 岩切                                 | 字百文南上（全部）                   | 1990年（平成2年）7月2日    |
| 岩切一丁目（新設）                       | 岩切一丁目（新設）                       | 岩切                                 | 字山崎東（全部）                     | 1990年（平成2年）7月2日    |
| 岩切一丁目（新設）                       | 岩切一丁目（新設）                       | 岩切                                 | 字江向北                             | 1990年（平成2年）7月2日    |
| 岩切一丁目（新設）                       | 岩切一丁目（新設）                       | 岩切                                 | 字菖蒲沢東                           | 1990年（平成2年）7月2日    |
| 岩切一丁目（新設）                       | 岩切一丁目（新設）                       | 岩切                                 | 字山崎                               | 1990年（平成2年）7月2日    |
| 岩切一丁目（新設）                       | 岩切一丁目（新設）                       | 岩切                                 | 字山崎西                             | 1990年（平成2年）7月2日    |
| 岩切二丁目（新設）                       | 岩切二丁目（新設）                       | 岩切                                 | 字菖蒲沢西                           | 1990年（平成2年）7月2日    |
| 岩切二丁目（新設）                       | 岩切二丁目（新設）                       | 岩切                                 | 字菖蒲沢東                           | 1990年（平成2年）7月2日    |
| 岩切二丁目（新設）                       | 岩切二丁目（新設）                       | 岩切                                 | 字菖蒲沢南                           | 1990年（平成2年）7月2日    |
| 岩切二丁目（新設）                       | 岩切二丁目（新設）                       | 岩切                                 | 字山崎                               | 1990年（平成2年）7月2日    |
| 岩切二丁目（新設）                       | 岩切二丁目（新設）                       | 岩切                                 | 字山崎西                             | 1990年（平成2年）7月2日    |
| 岩切三丁目（新設）                       | 岩切三丁目（新設）                       | 岩切                                 | 字菖蒲沢西                           | 1990年（平成2年）7月2日    |
| 岩切三丁目（新設）                       | 岩切三丁目（新設）                       | 岩切                                 | 字山崎                               | 1990年（平成2年）7月2日    |
| 岩切三丁目（新設）                       | 岩切三丁目（新設）                       | 鶴ケ谷                               | 字大樋（全部）                       | 1990年（平成2年）7月2日    |
| 岩切三丁目（新設）                       | 岩切三丁目（新設）                       | 鶴ケ谷                               | 字佐野原                             | 1990年（平成2年）7月2日    |
| 鶴ケ谷東一丁目（新設、一部）             | 鶴ケ谷東一丁目（新設、一部）             | 岩切                                 | 字山崎西                             | 1990年（平成2年）7月2日    |
| 鶴ケ谷東二丁目（新設、一部）             | 鶴ケ谷東二丁目（新設、一部）             | 岩切                                 | 字菖蒲沢西                           | 1990年（平成2年）7月2日    |
| 鶴ケ谷東二丁目（新設、一部）             | 鶴ケ谷東二丁目（新設、一部）             | 岩切                                 | 字菖蒲沢南                           | 1990年（平成2年）7月2日    |
| 鶴ケ谷東二丁目（新設、一部）             | 鶴ケ谷東二丁目（新設、一部）             | 岩切                                 | 字山崎西                             | 1990年（平成2年）7月2日    |
| 鶴ケ谷東三丁目（新設、一部）             | 鶴ケ谷東三丁目（新設、一部）             | 岩切                                 | 字菖蒲沢西                           | 1990年（平成2年）7月2日    |
| 鶴ケ谷東四丁目（新設、一部）             | 鶴ケ谷東四丁目（新設、一部）             | 岩切                                 | 字菖蒲沢西                           | 1990年（平成2年）7月2日    |
| 岩切                                     | 字上河原（新設）                         | 新田                                 | 字上河原                             | 2009年（平成21年）4月1日   |
| 岩切分台一丁目（新設）                   | 岩切分台一丁目（新設）                   | 岩切                                 | 字分台                               | 2012年（平成24年）6月16日  |
| 岩切分台一丁目（新設）                   | 岩切分台一丁目（新設）                   | 岩切                                 | 字小児                               | 2012年（平成24年）6月16日  |
| 岩切分台一丁目（新設）                   | 岩切分台一丁目（新設）                   | 岩切                                 | 字青津目                             | 2012年（平成24年）6月16日  |
| 岩切分台二丁目（新設、一部）             | 岩切分台二丁目（新設、一部）             | 岩切                                 | 字分台                               | 2012年（平成24年）6月16日  |
| 岩切分台二丁目（新設、一部）             | 岩切分台二丁目（新設、一部）             | 岩切                                 | 字大前                               | 2012年（平成24年）6月16日  |
| 岩切分台三丁目（新設、一部）             | 岩切分台三丁目（新設、一部）             | 岩切                                 | 字分台                               | 2012年（平成24年）6月16日  |
| 岩切分台三丁目（新設、一部）             | 岩切分台三丁目（新設、一部）             | 岩切                                 | 字大前                               | 2012年（平成24年）6月16日  |
| 岩切                                     | 字観音前（編入）                         | 岩切                                 | 字大前                               | 2012年（平成24年）6月16日  |
| 田子西一丁目（新設、一部）               | 田子西一丁目（新設、一部）               | 岩切                                 | 字引目                               | 2016年（平成28年）10月15日 |

## 世帯数と人口

### 仙台市
2025年（令和7年）4月1日現在の世帯数と人口は以下の通りである。
| 町・字     | 町・字     | 世帯数    | 人口     |
| 大字       | 小字       | 世帯数    | 人口     |
| ---------- | ---------- | --------- | -------- |
| 岩切       | 字青麻沢   | 1世帯     | 1人      |
| 岩切       | 字青津目   | 436世帯   | 881人    |
| 岩切       | 字余目     | 70世帯    | 169人    |
| 岩切       | 字余目西   | 23世帯    | 58人     |
| 岩切       | 字余目南   | 5世帯     | 13人     |
| 岩切       | 字一本杉中 | 4世帯     | 16人     |
| 岩切       | 字稲荷     | 76世帯    | 125人    |
| 岩切       | 字稲荷西   | 47世帯    | 128人    |
| 岩切       | 字稲荷東   | 4世帯     | 6人      |
| 岩切       | 字今市     | 402世帯   | 871人    |
| 岩切       | 字今市東   | 32世帯    | 81人     |
| 岩切       | 字入山     | 247世帯   | 607人    |
| 岩切       | 字入生沢   | 84世帯    | 189人    |
| 岩切       | 字大前     | 88世帯    | 228人    |
| 岩切       | 字上河原   | 26世帯    | 74人     |
| 岩切       | 字観音前   | 209世帯   | 444人    |
| 岩切       | 字鴻巣     | 638世帯   | 1,428人  |
| 岩切       | 字鴻巣北   | 15世帯    | 37人     |
| 岩切       | 字鴻巣南   | 67世帯    | 139人    |
| 岩切       | 字小児     | 70世帯    | 130人    |
| 岩切       | 字三所北   | 360世帯   | 814人    |
| 岩切       | 字三所南   | 211世帯   | 607人    |
| 岩切       | 字昭和北   | 150世帯   | 342人    |
| 岩切       | 字昭和西   | 5世帯     | 8人      |
| 岩切       | 字昭和東   | 52世帯    | 99人     |
| 岩切       | 字昭和南   | 6世帯     | 26人     |
| 岩切       | 字堰下     | 113世帯   | 260人    |
| 岩切       | 字堰堀     | 1世帯     | 1人      |
| 岩切       | 字千刈田   | 19世帯    | 41人     |
| 岩切       | 字大正     | 5世帯     | 10人     |
| 岩切       | 字高原     | 2世帯     | 5人      |
| 岩切       | 字台屋敷   | 233世帯   | 478人    |
| 岩切       | 字洞ノ口   | 536世帯   | 1,071人  |
| 岩切       | 字洞ノ口東 | 259世帯   | 493人    |
| 岩切       | 字土手外東 | 21世帯    | 42人     |
| 岩切       | 字中江北   | 55世帯    | 132人    |
| 岩切       | 字新宿前   | 11世帯    | 16人     |
| 岩切       | 字羽黒前   | 234世帯   | 523人    |
| 岩切       | 字畑中     | 346世帯   | 839人    |
| 岩切       | 字東河原   | 456世帯   | 855人    |
| 岩切       | 字東中     | 3世帯     | 8人      |
| 岩切       | 字水分     | 284世帯   | 599人    |
| 岩切       | 字谷地     | 58世帯    | 130人    |
| 岩切       | 字山神北   | 67世帯    | 167人    |
| 岩切       | 字若宮前   | 207世帯   | 458人    |
| 岩切一丁目 | 岩切一丁目 | 209世帯   | 430人    |
| 岩切二丁目 | 岩切二丁目 | 419世帯   | 891人    |
| 岩切三丁目 | 岩切三丁目 | 444世帯   | 945人    |
| 計         | 計         | 7,310世帯 | 15,915人 |

### 多賀城市
2025年（令和7年）5月31日現在の世帯数と人口は以下の通りである。
| 大字 | 小字   | 世帯数 | 人口 |
| ---- | ------ | ------ | ---- |
| 岩切 | 字昭和 | 0世帯  | 0人  |
| 岩切 | 字分台 | 0世帯  | 0人  |
| 計   | 計     | 0世帯  | 0人  |

## 小・中学校の学区
仙台市宮城野区岩切の小・中学校の学区は以下の通りとなる。
| 町・字     | 町・字     | 番地 | 小学校     | 中学校     |
| 大字       | 小字       | 番地 | 小学校     | 中学校     |
| ---------- | ---------- | ---- | ---------- | ---------- |
| 岩切       | 全域       | 全域 | 岩切小学校 | 岩切中学校 |
| 岩切一丁目 | 岩切一丁目 | 全域 | 岩切小学校 | 岩切中学校 |
| 岩切二丁目 | 岩切二丁目 | 全域 | 岩切小学校 | 岩切中学校 |
| 岩切三丁目 | 岩切三丁目 | 全域 | 岩切小学校 | 岩切中学校 |

## 施設

### 仙台市
- 仙台東警察署今市駐在所（岩切一丁目13-6）[40]
- ファミリーマート仙台岩切店（岩切字青津目8-2）[41]
- 七十七銀行岩切支店（岩切字青津目121-5）[42]
- 仙台東警察署洞ノ口駐在所（岩切字青津目125-9）[40]
- ファミリーマート岩切青津目店[43]
- アミーユ仙台岩切（岩切字青津目129-1）[40]
- 岩切東コミュニティ防災センター（岩切字青津目137-8）[40]
- 岩切東老人憩の家（岩切字青津目137-8）[40]
- グループホームみやぎの杜（岩切字余目11）[40]
- 岩切地域包括支援センター（岩切字稲荷14）[40]
- 老人保健施設コジーケアホーム（岩切字稲荷14）[40]
- ケアハウスインいわきり（岩切字稲荷24-1）[40]
- 愛の家グループホーム仙台岩切（岩切字稲荷193-2）[40]
- セブンイレブン仙台岩切稲荷東店（岩切字今市69-69）[44]
- 仙台市立岩切小学校（岩切字今市東1-2）[40]
- 岩切児童館（岩切字今市東91-1）[40]
- 仙台岩切あおぞら保育園（岩切字三所南1-2）[40]
- 仙台市立岩切中学校（岩切字三所南23-2）[40]
- 岩切コミュニティ防災センター（岩切字三所南88-2）[40]
- 岩切保健センター（岩切字三所南88-2）[40]
- 岩切老人憩の家（岩切字三所南88-2）[40]
- 宮城野消防署岩切出張所（岩切字三所南88-5）[40]
- 岩切市民センター（岩切字三所南88-2）[40]
- ひかり保育園（岩切字高江38-1）[40]
- 岩切東光第二幼稚園（岩切字高江45）[40]
- 特別養護老人ホームかむりの里（岩切字東河原352-3）[40]
- ケアハウスひまわり（岩切字東河原352-3）[40]
- セブンイレブン仙台岩切洞ノ口店（岩切字洞ノ口82-25）[45]
- 杜の都信用金庫岩切支店（岩切字洞ノ口177-2）[46]
- 仙台岩切郵便局（岩切字若宮前39-1）[47]

## 交通

### 鉄道
- 東日本旅客鉄道（JR東日本）
  - 岩切駅（■東北本線）

### バス
- 仙台市営バス[48][49]
  - 余目（88系統）
  - 岩切駅 - 岩切東コミュニティセンター入口 - 八坂神社前 - 今市橋 - 岩切中学校入口 - 今市中区 - 今市上区 - 岩切一丁目 - 岩切一丁目南（210/211系統）
- 宮城交通[50]
  - 岩切駅前 - 鳥居前 - 岩切郵便局前 - 八坂神社前 - 今市橋 - 台ケ原（36系統 鶴が丘ニュータウン線）
- 多賀城市コミュニティバス[51]
  - 岩切駅前（多賀城西部線）
- りふっと[52]
  - 岩切駅前 - 今市橋（西部路線）

### 道路
一般国道
- 国道4号

主要地方道
- 宮城県道8号仙台松島線
  - 岩切大橋[53]
- 宮城県道35号泉塩釜線

一般県道
- 宮城県道141号今市福田線
  - 今市橋[54]
- 宮城県道142号岩切停車場線
- 宮城県道227号仙台亘理自転車道線
- 宮城県道270号利府岩切停車場線

## 東日本大震災
2012年11月30日時点の世代・男女別の犠牲者・死亡率は以下の通りである。
| 世代と性別 | 死者 | 死亡率 | 当時の人口 |
| ---------- | ---- | ------ | ---------- |
| 男性       | 8    | 0.10%  | 8,173      |
| 女性       | 0    | 0.00%  | 8,433      |
| 15歳未満   | 0    | 0.00%  | 2,718      |
| 15 - 64歳  | 5    | 0.05%  | 10,870     |
| 65歳以上   | 3    | 0.10%  | 2,963      |
| 合計       | 8    | 0.5%   | 16,606     |

## 寺社仏閣

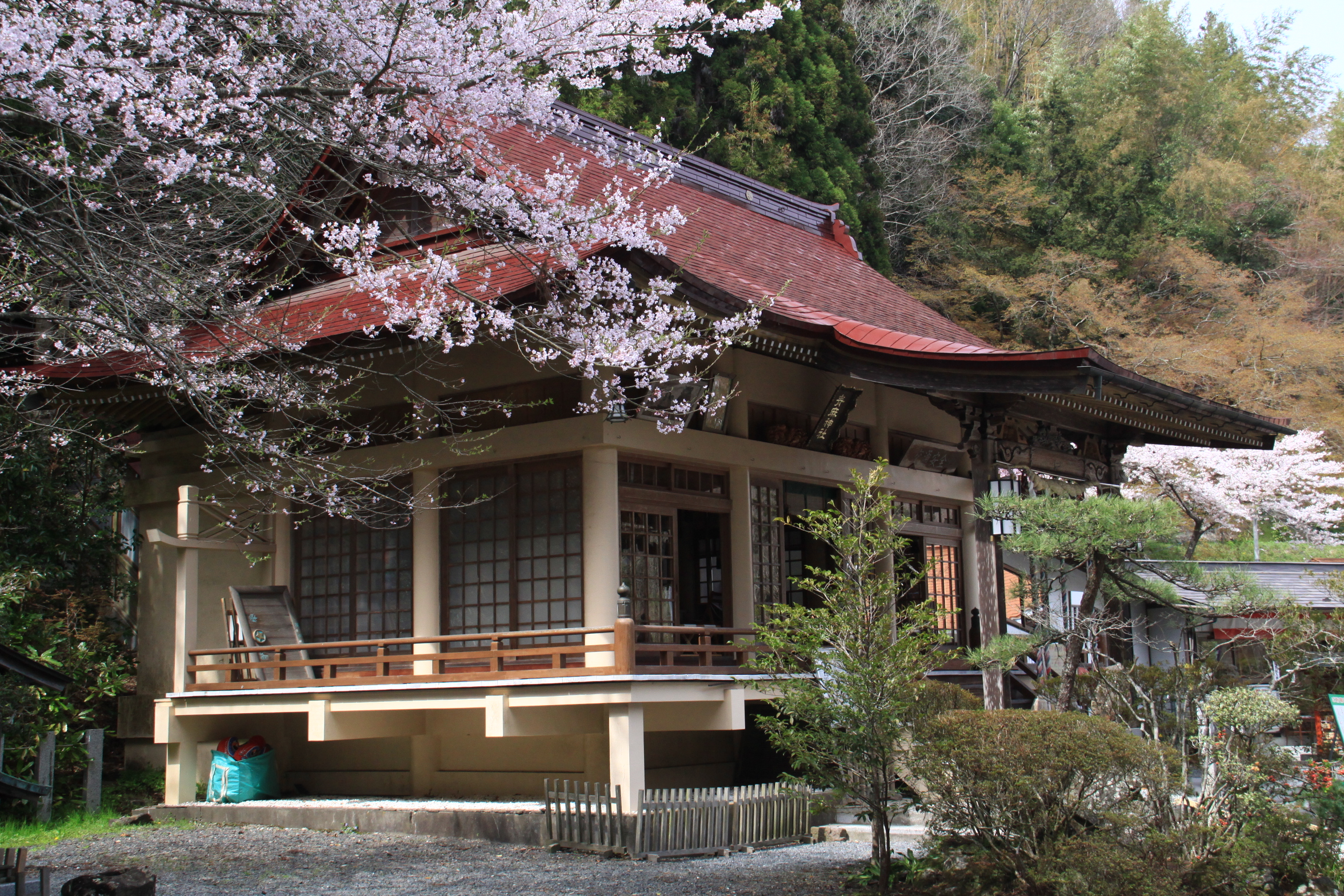
青麻神社拝殿。

- 東光寺：七北田川左岸、高森山の南に続く丘陵の南端にある曹洞宗の寺院で山号を医王山と称し、釈迦如来を本尊とする[13]。慈覚大師の開基と伝えられ、もともとは天台宗の寺院であり、多賀国府の霊廟として、千体の金仏と五百羅漢をもって建立したとされる[13]。当時は二千石余の所領を有したが洪水で一切を失ったとある[13]。なお、留守家分流系図によれば、留守氏四代家政の妹比丘尼性喜が東光寺と号したとあり、留守氏との深い関係がうかがえる[13]。1532年（天文元年）には中興の祖である文統により、曹洞宗へと改められた[56]。1590年（天正18年）の岩切城知行帳に「五百地東光寺」とあり、寺宮田の項に当寺分として1500刈とみえる[56]。封内風土記によると、近世に入り、仙台城下の輪王寺の末寺となったとされ、安永風土記によると、1642年（寛永19年）に火災にあい、朱印などを焼失したとされる[56]。境内には石窟仏15基があり、剥落磨減が著しいものの、薬師如来をはじめとした如来・菩薩像のほか、僧形等の坐像・立像が見られる[56]。安永風土記には、境内に窟薬師・窟地蔵・窟十如来・窟阿弥陀・窟虚空蔵の仏閣があり、本尊の岩仏坐像も含め、慈覚大師の作と伝わる[56]。境内入口には1839年（天保10年）の三界万霊塔が建ち、天保の大飢饉の一端を示している[56]。
- 青麻神社：岩切北部の青麻沢に鎮座し、祭神は天照大御神・天之御中主神・月読尊などで、例祭は5月1日から5月3日にわたる[15]。1698年（元禄11年）の火災で記録を焼失したが、社の伝えるところによると852年（仁寿2年）都人穂積保昌が当地に来て、麻を植えることを教え、日・月・星の三光神を岩室のなかに奉祀し、これを青麻岩戸三光宮と称したとされる[15]。全国にある青麻神社の総本山とされ、中風退除・海上安全として信仰を集めたとされる。仁寿以来とされる鉄鏡と藤原秀衡の時代の作とされる随身像二体を伝える[15]。

## 文化財・遺跡

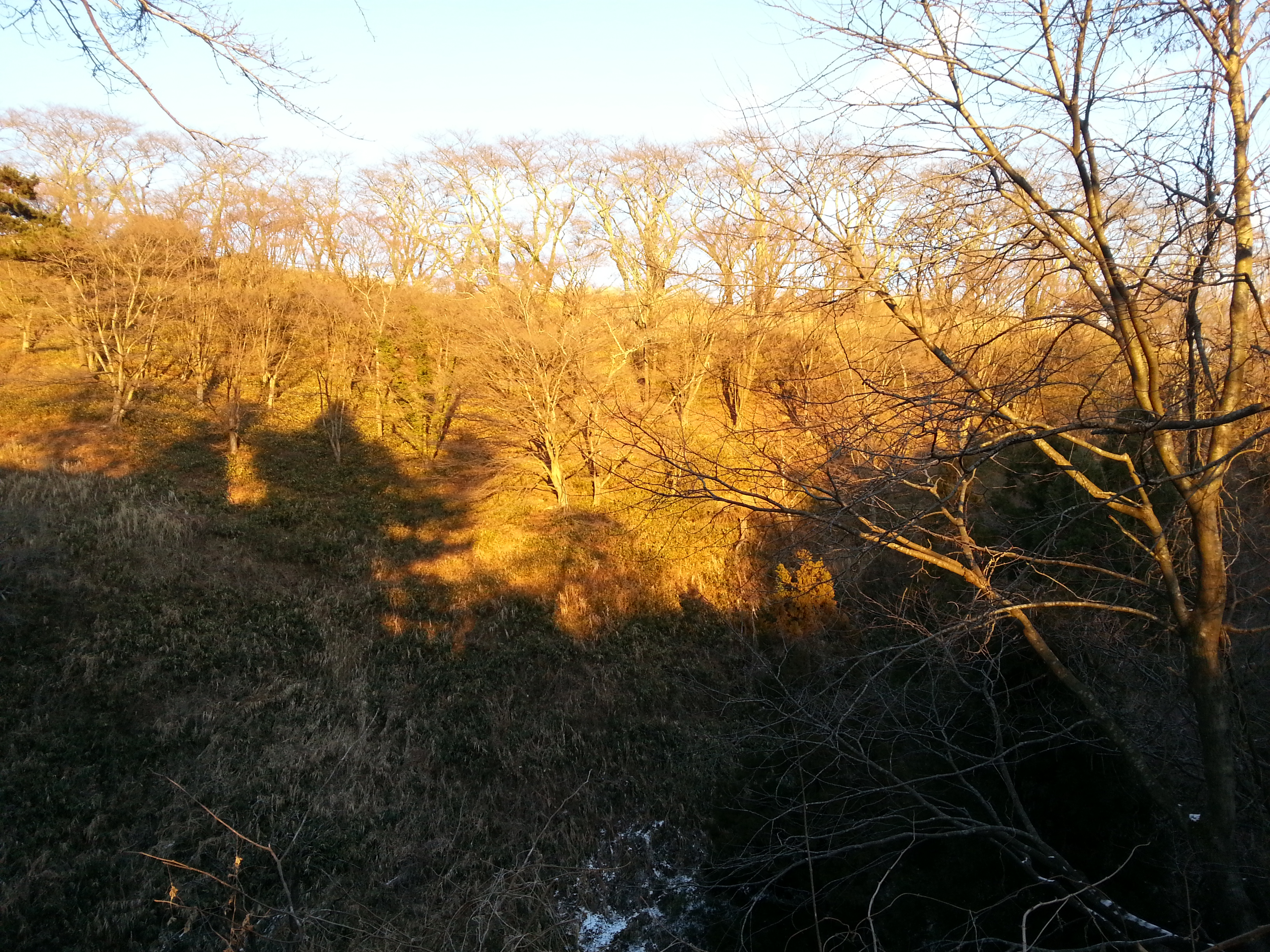
岩切城跡。

- 岩切城跡 - 留守氏の居城であった山城。詳しくは#歴史を参照。
- 旧仙台城板倉 - 数少ない仙台城関連の建築物であったことが評価され、1978年（昭和53年）5月2日に宮城県から文化財に指定された[57][58]。1867年の戊辰戦争に際して、岩切洞ノ口の大宮家が払い下げを受けて、屋敷内に移築していたものを、1929年（昭和4年）に現在の所有者が買い受け、現在地に移築し倉庫として利用しているものであり、桁行三間、梁間二間、木造、床敷、切妻造本瓦葺の二階建の板倉の妻側に桁行一間半、梁間二間の木造、床敷、切妻造本瓦葺の平屋建板倉が隣接した親子倉形式である[57][58]。窓はなく、出入口のみで堅固な壁をもっている[57]。仙台藩『御修覆帳』によると、仙台城内二の丸勘定所の金倉に、これに類するものが見られるところから、仙台城二の丸の勘定所の板倉とされる[57][58]。
- 今市遺跡 - 今市橋と岩切大橋の間に位置する。七北田川右岸に形成された自然堤防上に立地する。標高は9 m前後で、面積は60,000 m2、東西400 m、南北150 mの範囲が遺跡に登録されている。詳細は#今市を参照。
- 鴻ノ巣遺跡 - 七北田川右岸の標高約8 mの自然堤防上にあり、面積約291,000 m2、東西1,000 m、南北320 mの範囲に広がる遺跡である[59]。付近一帯は、古代・中世の街道と、水上交通路としての七北田川の交差地点にあたり、中世には、このあたりに「市」があったと考えられている[59]。1973年（昭和48年）に新幹線建設工事に伴い初めての調査が行なわれ、古墳時代中期の竪穴建物跡や中世の井戸跡が発見された。その後、宅地造成や河川改修工事に伴い調査が行われている[59]。七北田川に近い遺跡北側では古墳時代中期から中世の遺構が発見されており、古墳時代中期の遺構には、竪穴建物跡や祭祀遺構、大溝を伴う塀跡などが、後期には約60個体の土師器が出土した祭祀遺構や溝跡が発見された奈良時代の遺構には竪穴建物跡が、平安時代には竪穴建物跡と、倉庫と考えられる掘立柱建物跡などが発見されている[59]。中世の遺構には、屋敷を囲む堀跡や掘立柱建物跡、井戸跡が発見された。遺跡南側は、北側よりわずかに低くなっており、古墳時代中期には墓跡や水田跡が形成され、中世には多数の掘立柱建物跡や堀跡を含む溝跡、井戸跡がある。出土遺物は、古墳時代中期では、多量の土師器のほか、ガラス小玉や祭祀に使われた剣形や円盤状の石製模造品、臼玉も多量に出土している[59]。ほかに黒曜石の石器や続縄文土器と呼ばれる北海道系の遺物も出土している[59]。中世には国産の陶器のほか中国産の青磁も出土している。古墳時代中期には東北北部や北海道方面とも関わりを持つ仙台平野北部の拠点的集落として、また中世には東光寺や市場及び多賀国府と関係するような交通の要衝を占める集落であったと考えられる[59]。現在、遺跡の北側は河川敷、南側は住宅地や畑地となっている[59]。
- 東光寺遺跡：東西約300 m、南北約350 mの範囲に広がる遺跡で、その面積は約92,400 m2であり、横穴群、石窟仏群、板碑群、城跡で構成される[56][60]。石窟仏群は丘陵末端の崖面の石窟10数基からなり、薬師如来・阿弥陀如来・地蔵菩薩などのレリーフが認められ、中世のものと推定されている。板碑群は13世紀後半から14世紀前半の板碑120余基からなり、県内有数の板碑群として知られている[60]。1986年・1987年の仙台市教育委員会の発掘調査により、崖上部で竪穴遺構・階段・礎石・井戸跡・柱穴・参詣道跡などが発見されたほか、崖面では10基の石窟が確認された[60]。石窟群の中には覆屋と思われる建物跡を伴うものがいくつかみられ、3号石窟前の建物跡は、奥州名所図会における十王堂跡と考えられる[60]。崖下門前では14世紀頃の井戸跡、溝跡、柱穴などが発見された。出土遺物には、大小の軒丸瓦、鬼瓦を含む瓦類の他、常滑産甕、在地産陶器、中国産青磁などがあり、いずれも14世紀のものとみられる[60]。東光寺門前東側の調査では河川跡、橋脚、洗い場跡などが発見され，堆積土からは大量の近世陶磁器や木製品など江戸時代後半の遺物が出土した[60]。
- 若宮前遺跡 - 富谷丘陵の東南端が七北田川と接する地点に立地し、面積は約20,400 m2である[61]。1975年（昭和50年）に行われた発掘調査によって、掘立柱建物跡1棟が発見された[61]。平場の南側は失われているが、北側は幅約2 mの空堀で切断されている[61]。柱穴から在地産無釉陶器が出土していることや柱穴の特徴などから建物跡の時期は中世であると考えられている[61]。南側の現在の宅地との比高差は約20 mであり、空堀により防御された平場が存在するという点から、谷を隔てて西側に隣接する東光寺城跡や、その北方の岩切城跡との関連があったと考えられている[61]。また、平場の北東約50 mでは、不整円形で直径約9 m、高さは約3 mある塚状の高まりがある。その斜面から常滑産・渥美産・在地産・須恵器系陶器の破片が出土している[61]。年代は12世紀後半から14世紀頃にわたっており，塚状の高まりの存在や出土遺物の器種、年代などから信仰の場であった可能性も考えられる[61]。長方形に近い平場を持ち、標高36.7 mと突端の平場より高く、南方の平野を一望できることなどから突端の平場と一体の城館的機能が考えられるが、北方の丘陵については削平されていて、独立した城館として機能したかは不明である[61]。
- 岩切畑中遺跡 - 七北田川によって形成された自然堤防上に立地しており、[62]。標高は10-12 mで、面積は約59,000 m2である。1981年（昭和56年）、下水道本管の埋設工事に伴って調査が実施され、竪穴建物跡2棟、井戸跡3基、溝跡15条、土坑14基の他、多数のピットが検出された[62]。2棟の竪穴建物跡はそれぞれ奈良時代、平安時代に属し、また井戸跡のうち少なくとも1基は平安時代のものと考えられる[62]。溝跡からは美濃焼の皿が出土しており、中世から近世にかけて何らかの範囲を区画する目的で機能していたものと考えられている[62]。また遺跡内では縄文土器、弥生土器、埴輪なども採集されている[62]。2023年現在、仙台市内では縄文時代から近世まで各時代の何らかの遺構・遺物が発見されている遺跡は少なく、この地域が継続的に利用されていたことを示している[62]。
- 千人塚古墳
- 台屋敷古墳群
- 入生沢古墳群

## 岩切地区
岩切地区（いわきりちく）は宮城県仙台市宮城野区の地区の一つで岩切一丁目、岩切二丁目、岩切三丁目、大字岩切、岩切分台一丁目、岩切分台二丁目、岩切分台三丁目、鶴ケ谷東四丁目、大字鶴ケ谷を擁する。2024年3月現在で地区内において住居表示が実施されているのは、岩切一丁目、岩切二丁目、岩切三丁目、鶴ケ谷東四丁目のみである。2017年（平成29年）6月1日時点で15の町内会が岩切地区町内会連合会のもと存在する。近年は岩切と同じく宅地化が進められている。